# Austmusia lindi
Austmusia lindi là một loài nhện trong họ Amphinectidae. Loài này phân bố ở Victoria.